# Дуріпан
Дуріпан — це діагностичний ґрунтовий горизонт з таксономії ґрунтів USDA, який скріплений ілювіальним кремнеземом у підземний твердий шар. Подібно до фрагіпана, петрокальцинового горизонту та петрогіпсового горизонту, він міцно зацементований і обмежує управління ґрунтом. В описах ґрунтів їх найчастіше позначають символом Bqm. Найближчий еквівалент у канадській системі класифікації ґрунтів називається duric-горизонт, хоча це не означає зовсім те саме, що дуріпан у Сполучених Штатах. Вони утворюються майже виключно в посушливому або середземноморському кліматі і можуть бути такими ж твердими, як бетон, що робить оранку дуже важкою або неможливою. Ґрунти, які включають дуріпан, зазвичай використовуються для випасу худоби або середовища проживання диких тварин і рідко обробляються.